# Јозеф Гаухел

Јозеф „Јуп“ Гаухел (11. септембар 1916 — 21. март 1963) био је немачки фудбалски нападач. Тридесетих година прошлог века играо је за ТуС Нојендорф.
Између 1936. и 1942. године играо је 16 пута за Немачку и постигао 13 голова. На Светском првенству 1938. у Француској постигао је један гол. Такође је био део немачке репрезентације на Летњим олимпијским играма 1936. године.